# 能狂言 (落語)
能狂言とは、古典落語の演目のひとつ。
江戸で能狂言を見て気に入った田舎大名が、国元へ帰って家臣に演じて見せるように命じるが、田舎者の家臣達は能狂言を知らないので困惑する。たまたま江戸から旅回りで来ていた二人の噺家に率いられて、出鱈目な能狂言を繰り広げる家臣達の騒動を描いた滑稽話である。

## あらすじ
とある大名が江戸から国許にお国入り。出迎える家老に対し、江戸で能狂言というものを見ておもしろかったので、来月に行われる端午の節句の際に能狂言を見たいと言い出す。ところが家臣衆の中に能狂言を知っている者が一人もいない。貼り出しをして報奨金付きで民衆に尋ねるも申し出る者は出てこない。
そこに、江戸を離れ田舎で仕事にありつこうと旅をしていた二人の噺家が現れる。銭になると知った二人は知ったかぶりをして能狂言をやってもいいと申し出る。
能狂言についてあやふやな知識しかない二人だが、家老も能狂言を知らないのをいいことに適当に準備の指示を出し、自分たちは上客扱いを受けて飲み食い三昧の末、当日を迎える。
芝居のようなものをやればいいだろうと考えた二人は、聞き覚えのある忠臣蔵 五段目・二つ玉の段の場面をやろうと決める。我々は「忠五双玉」という演目をやると家老に伝え、見よう見まねで忠臣蔵の定九郎と与市兵衛を演じる。芝居は佳境に入り、定九郎が与市兵衛を斬りつけると、定九郎はとっとと舞台裏に引っ込んでしまう。芝居小屋ではないので幕が下りるわけではなく、斬られて死んだはず与市兵衛は仕方なく立ち上がり、「おのれ定九郎、やるまいぞ、やるまいぞ」と言いながら舞台からはけていく。

## 解説
3代目三遊亭圓馬が上方落語から東京の6代目三遊亭圓生へ伝えた。近年では6代目三遊亭圓生しか演じた者はいない。
『疝気の虫』と同様に、「演者が実際に舞台から歩き去る」動作で終わるという珍しい型のサゲとなっている。
「但馬の殿様」という別題もあり、3代目三遊亭圓馬の速記集「圓馬十八番」にも「但馬の殿様」の題で掲載されている。
最後の「やるまいぞ」は「追い込み」という狂言の終わり方の一つ。通常は相手方が何かをやらかして退場し、その後を追いかけながら、逃がしはしないぞの意で「やるまいぞ、やるまいぞ」と言いながら自らも退場する。